# Anton Le Monnier

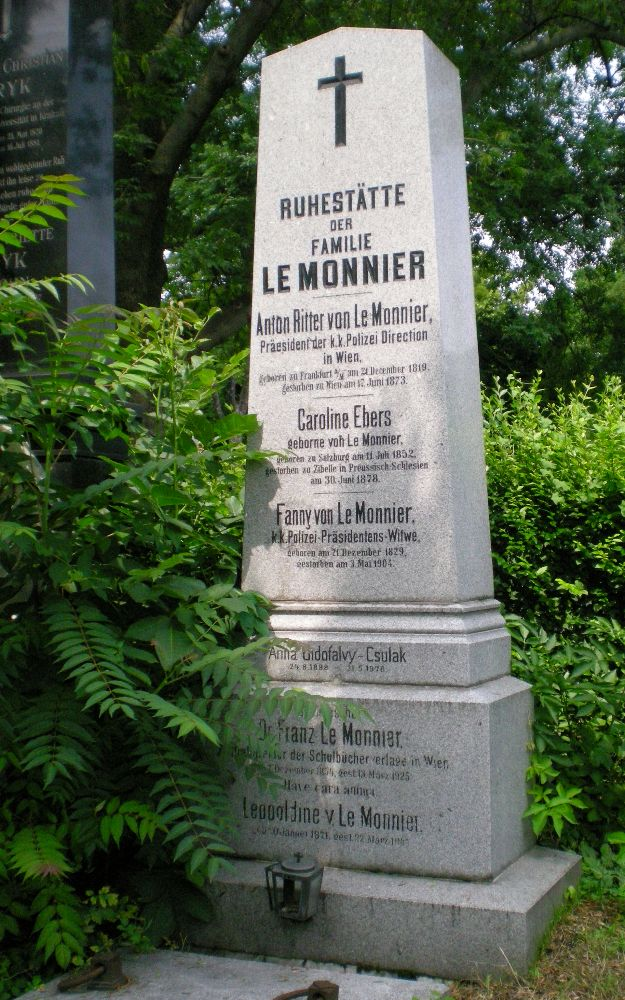
Rodinný hrob Antona Le Monniera

Anton Ritter von Le Monnier (21. prosince 1819 Frankfurt nad Mohanem – 17. června 1873 Vídeň) byl rakouský státní úředník, který taktéž působil jako policejní ředitel ve Vídni a stal se tak prvním jmenovaným městským policejním ředitelem.

## Život
Narodil se do rodiny ředitele kanceláře Spolkového sněmu ve Frankfurtu nad Mohanem a v dětství se přestěhovali do Vídně. Stipendium císaře Ferdinanda I. mu umožnilo navštěvovat klášter Löwenburg v Josefstadtu a Tereziánskou akademii.
Po dokončení studií nastoupil dne 17. května 1843 do rakouské státní služby, kde v letech 1845 až 1848 pracoval na různých policejních stanicích ve Vídni (od roku 1845 jako úředník na policejním okresním ředitelství ve Wiedenu, od roku 1847 jako soudní kancléř v policejní soudní kanceláři). V letech 1848–1849 zastával funkci ředitele Centrální komise vrchního velitelství armády v Uhrách.
V roce 1851 přesídlil jako vrchní komisař do Salcburku, kde se stal nejprve vedoucím nového salcburského komisařství a v roce 1853 policejním ředitelem. Dne 23. července 1860 byl u příležitosti svého přesunu do Brna, kde se stal rovněž policejním ředitelem, jmenován čestným občanem Salcburku. V témže roce byl jmenován dvorním radou.
V roce 1869 byl povýšen do šlechtického stavu.
Do Vídně se vrátil v roce 1869 na příkaz ministra Karla Giskry, který jej znal jako bývalého brněnského starostu, aby se ujal funkce zástupce policejního ředitele a po odchodu Josefa Strobacha Rittera von Kleisberg do důchodu v roce 1870 funkce policejního ředitele. V témže roce byl také jmenován ministerským radou. Na základě nejvyššího nařízení císaře Františka Josefa I. ze 7. června 1873 se stal prvním městským policejním ředitelem, kterému bylo uděleno povolení používat titul „prezident vídeňského policejního ředitelství“. Protože však toto povolení nabylo platnosti až 1. července téhož roku, nemohl již zesnulý tento titul oficiálně používat. Soudobý tisk, který informoval o jeho úmrtí, jej však nadále označoval jako „policejního ředitele“. Příčinou úmrtí byl údajně zápal plic, kterým se nakazil při vyprovázení ruského cara Alexandra II. z Vídně na nádraží v Penzingu.
Jeho tělo bylo uloženo na hřbitov Hundsturm v prvním vídeňském obvodu ve čtvrtek dne 19. června 1873 po pohřební mši v kostele sv. Petra. Po uzavření hřbitova byly ostatky přeneseny na vídeňský ústřední hřbitov, kde byl znovu pochován s právem užívat hrob po dobu existence hřbitova.

## Zásluhy
Mezi jeho zásluhy ve Vídni patří zavedení dodnes existujícího sekčního dělení a zrušení dříve obvyklého konfesního systému a také zrušení vojenské policie. Zřízení policejního oddělení pro vídeňskou světovou výstavu 1873 pod jeho vedením dalo vzniknout policejnímu komisariátu Prater. V roce 1873 zavedl nový druh regulace prostituce, což vyústilo ve vytvoření zdravotních registrů. Dalšími novinkami bylo zřízení policejní telegrafní sítě a knihy trestních záznamů.
Své přání vybudovat moderní sídlo vídeňského policejního ředitelství již nemohl uskutečnit. Teprve jeho nástupce ve funkci, poté co novou budovu odmítl, dokázal alespoň zakoupit hotel Austria na Schottenringu 11.

## Rodina
Anton Ritter von Le Monnier a jeho žena Franziska měli celkem čtyři děti: Antonii (provdanou za Ferdinanda Rittera von Widmanna), Karolinu, Franze a Sophii.

## Vyznamenání a funkce
- Člen k.k. Komise pro světové výstavy
- Předseda k.k. Komise pro ochranu trezorů
- Rytíř Řádu železné koruny 3. třídy
- Komtur španělského královského řádu Isabely Katolické
- Rytíř bavorského královského řádu za zásluhy sv. Michaela

## Tomáš Garrigue Masaryk

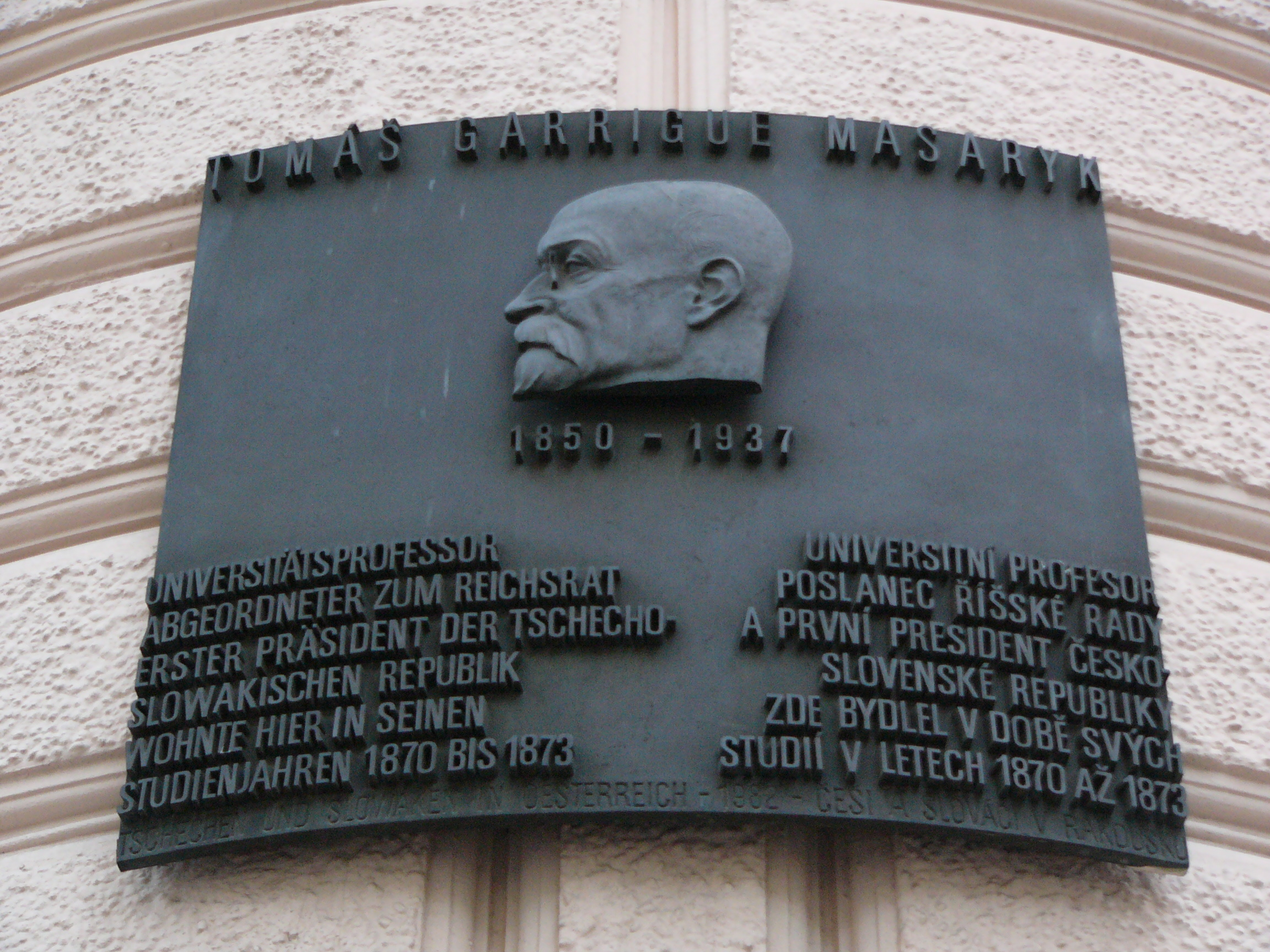
Pamětní deska Tomáše Garrigua Masaryka

Během svého působení v Brně jej doporučil učitel Tomáši Masarykovi, který navštěvoval gymnázium v chudých poměrech. Tomáš Masaryk se s rodinou Le Monnierových později přestěhoval také do Vídně, kde navštěvoval Akademické gymnázium společně s Franzem Le Monnierem, který se narodil 7. prosince 1854 v Salcburku.
Pamětní deska na domě na Svatopetrském náměstí sice vytváří upomínku, že zde několik let žil Tomáš Garrigue Masaryk, nicméně nijak nesouvisí s tím, že v této budově kdysi sídlilo také vídeňské policejní ředitelství.